# Phyllangia echinosepes
Phyllangia echinosepes är en korallart som beskrevs av Ogawa,Takahashi och Sakai 1997. Phyllangia echinosepes ingår i släktet Phyllangia och familjen Caryophylliidae. Inga underarter finns listade i Catalogue of Life.